# Cantó de Sent German del Telh

El cantó de Sent German del Telh és un cantó francès del departament del Losera, a la regió d'Occitània. Està enquadrat al districte de Mende, té 7 municipis i té com a cap Sent German del Telh.

## Municipis
- Chairac
- Los Ermals
- Lo Monastièr
- Sent German del Telh
- Sent Pèire
- Las Salças
- Trelans